# Canton de Baud
Pour les articles homonymes, voir Baud.
Le canton de Baud est une ancienne division administrative française, située dans le département du Morbihan et la région Bretagne.

## Composition
Le canton de Baud regroupait les communes suivantes :
| Nom              | Code Insee | Intercommunalité              | Superficie (km2) | Population (dernière pop. légale) | Densité (hab./km2) |
| ---------------- | ---------- | ----------------------------- | ---------------- | --------------------------------- | ------------------ |
| Baud (chef-lieu) | 56010      | CC Baud Communauté            | 48,09            | 6 170 (2014)                      | 128                |
| Bieuzy           | 56016      | Centre Morbihan Communauté    | 18,98            | 766 (2014)                        | 40                 |
| Guénin           | 56074      | CC Baud Communauté            | 28,71            | 1 687 (2014)                      | 59                 |
| Melrand          | 56128      | CC Baud Communauté            | 40,39            | 1 500 (2014)                      | 37                 |
| Pluméliau        | 56173      | CC Centre Morbihan Communauté | 67,72            | 3 609 (2014)                      | 53                 |
| Saint-Barthélemy | 56207      | CC Baud Communauté            | 21,90            | 1 205 (2014)                      | 55                 |

## Représentation

### Conseillers généraux de 1833 à 2015
| Période          | Période          | Identité                         | Étiquette                              | Qualité |
| ---------------- | ---------------- | -------------------------------- | -------------------------------------- | --- |
| 1833             | 1835 (décès)     | Jean-Marie Le Breton (1776-1835) |                                        | Ancien officier de l'État-Major, et Chef de Bataillon Cdt la 5° cohorte de la garde Nationale Rentier Maire de Baud            |
| 1836             | 1852             | Charles Beslay                   | Extrême-gauche puis Républicain modéré | Propriétaire à Baud Député (1831-1837 et 1848-1849)                                                                            |
| 1852             | 1861             | Camille Dupuy                    |                                        | Procureur impérial à Vannes puis Conseiller à la Cour de Rennes                                                                |
| 1861             | 1871             | Pierre Albert de Dalmas          | Indépendant                            | Sous-Secrétaire de l'Empereur Napoléon III Député d'Ille-et-Vilaine (1859-1870, 1876-1877)                                     |
| 1871             | 1886             | Louis Marie Morel (1820-1896)    | Républicain                            | Propriétaire, maire de Baud |
| 1886             | 1889 (décès)     | Joseph Le Beller                 | Droite                                 | Propriétaire à Bieuzy |
| 1889             | 1900 (démission) | Louis Lamoureux                  | Droite                                 | Minotier à Baud |
| 1900             | 1904             | Pierre-Marie Le Crom             | Droite                                 | Négociant - Ancien Maire de Baud                                                                                               |
| 1904             | 1928 (décès)     | Ernest Lemoine                   | RG                                     | Industriel - Maire de Bieuzy                                                                                                   |
| 1928             | 1940             | Joseph Le Pennec                 | Rad.                                   | Agriculteur Maire de Baud, conseiller d'arrondissement                                                                         |
|                  |                  |                                  |                                        | |
| 1943             | 1945             | Louis Robic                      | Droite                                 | Conseiller d'arrondissement, maire de Melrand Nommé conseiller départemental en 1943                                           |
|                  |                  |                                  |                                        | |
| 1945             | 1951             | Henri Le Maguet                  | Rad.                                   | Propriétaire à Pluméliau |
| 1951             | 1955 (décès)     | Joseph Guyomard                  | MRP                                    | Agriculteur Maire de Guénin Député (1946-1951)                                                                                 |
| 27 novembre 1955 | 1964             | Roger Bellec                     | MRP                                    | Maire de Melrand |
| 1964             | 1970             | Jean-Marie Le Priol (1908-1984)  | SFIO                                   | Exploitant agricole à Baud, syndicaliste                                                                                       |
| 1970             | 1976             | Jean-Claude Le Roch              | DVD                                    | |
| 1976             | 1979 (démission) | Jacques Ollivier                 | PS                                     | Instituteur Maire de Saint-Barthélemy (1965-1979)                                                                              |
| 1979             | 1994             | Jean Le Bec                      | PS                                     | Instituteur puis principal adjoint de collège Conseiller régional, maire de Pluméliau (1983-2008) Président de Baud Communauté |
| 1994             | 2015             | Noël Le Loir                     | DVD                                    | Professeur - Maire de Guénin (1989-2020)                                                                                       |

Un nouveau découpage territorial du Morbihan entre en vigueur à l'occasion des élections départementales de 2015. Il est défini par le décret du 21 février 2014, en application des lois du 17 mai 2013 (loi organique 2013-402 et loi 2013-403).

En vertu de ce nouveau découpage, le canton de Baud est intégré à celui de Pontivy, dont le bureau centralisateur est situé à Pontivy.

### Conseillers d'arrondissement (de 1833 à 1940)
Le canton de Baud avait deux conseillers d'arrondissement.
| Période                                  | Période           | Identité                   | Étiquette                                  | Qualité |
| ---------------------------------------- | ----------------- | -------------------------- | ------------------------------------------ | --- |
| 1833                                     |                   | Augustin Vincent Daguillon |                                            | Notaire, procureur fiscal, juge de paix à Baud                                                              |
| 1833                                     |                   | M. Guégan                  |                                            | Adjoint au maire de Baud                                                                                    |
|                                          |                   |                            |                                            | |
| 1874                                     | 1880              | Jacques Bellec             | Conservateur                               | Maire de Pluméliau                                                                                          |
| 1874                                     | 1880              | Jean-Marie Le Poitevin     |                                            | Propriétaire à Baud, suppléant du juge de paix                                                              |
| 1880                                     | 1881 (annulation) | René Le Galloudec          |                                            | Maire de Melrand                                                                                            |
| 1880                                     | 1881 (annulation) | Joseph Jegouzo             |                                            | Propriétaire cultivateur, ancien maire de Pluméliau                                                         |
|                                          |                   |                            |                                            | |
| 1895                                     | 1913              | M. Le Hir                  | Conservateur puis Républicain progressiste | Propriétaire à Pluméliau                                                                                    |
| 1895                                     | 1913              | Louis Naizin               | Conservateur puis Républicain progressiste | Maire de Saint-Barthélemy (1892-1919)                                                                       |
| 1913                                     | 1925              | Eutrope Bellec             | Républicain catholique                     | Propriétaire à Pluméliau                                                                                    |
| 1925                                     | 1928              | Joseph Le Pennec           | Rad.                                       | Agriculteur, maire de Baud                                                                                  |
| 1928                                     | 1931              | Jean-Marie Onno            | Rad.                                       | Cultivateur, conseiller municipal de Pluméliau                                                              |
| 1931                                     | 1937              | Jean-Marie Le Garrec       | PDP                                        | Cultivateur à Baud                                                                                          |
| 1937                                     | 1939 (décès)      | Joseph Le Guéhennec        | PDP                                        | Maire de Saint-Barthélemy (1938-1939)                                                                       |
| 1939                                     | 1940              | Louis Robic                | Républicain national                       | Maire de Melrand                                                                                            |
| 1940                                     |                   |                            |                                            | Les conseils d'arrondissement ont été suspendus par la loi du 12 octobre 1940 et n'ont jamais été réactivés |
| Les données manquantes sont à compléter. |                   |                            |                                            | |

## Démographie
| 1962   | 1968   | 1975   | 1982   | 1990   | 1999   | 2006   | 2011   | 2012   |
| ------ | ------ | ------ | ------ | ------ | ------ | ------ | ------ | ------ |
| 14 790 | 14 413 | 14 058 | 13 261 | 12 538 | 12 414 | 13 500 | 14 694 | 14 758 |